# Ratusz w Buczaczu
Ratusz w Buczaczu – ratusz w Buczaczu, jeden z najznakomitszych przykładów świeckiej architektury rokokowej w I Rzeczypospolitej.

## Historia
Ratusz został zbudowany w latach 1750–1751 z fundacji starosty kaniowskiego Mikołaja Bazylego Potockiego według projektu Bernarda Meretyna. Bogatą dekorację rzeźbiarską wykonał warsztat twórcy lwowskiej rzeźby rokokowej Johanna Georga Pinsla.
29 lipca 1865 ratusz częściowo strawił pożar. Przepadła wówczas część rzeźb. 
Krótko przed 1914 ratusz został odrestaurowany.
W 1920 budynek ratusza został przekazany miejscowym kupcom na cele handlowe.
W czasach komunistycznych budynek uległ poważnemu zniszczeniu oraz ogólnej dewastacji wnętrz. Jednocześnie budynek przebudowano nakrywając wieżę bizantyjską kopułą.
30 grudnia w 1982 w ratuszu urządzono rejonowy muzeum historyczno-krajoznawcze.

## Architektura
Zwarty blok piętrowego budynku opinają w narożach pilastry a górną kondygnację wieńczy wydatny gzyms zamknięty balustradą z rzeźbami w narożnikach. Fasada główna została podkreślona przez zgęszczony rytm pilastrów i zwieńczona wyniosłym, bogato ornamentowanym szczytem z kartuszem herbowym Potockich. Ratusz pierwotnie zdobiło dwanaście rzeźb Pinzla przedstawiających prace Herkulesa, obecnie jest ich cztery; wszystkie uszkodzone. Ściany budynku zostały podzielone pilastrami z ozdobnymi głowicami. Parter tworzy dwanaście pomieszczeń przekrytych sklepieniami krzyżowymi.
Akcentem wysokościowym ratusza jest dwukondygnacyjna wieża, wysoka na 35 m. Jej dolna kondygnacja została zwieńczona balustradą a górna, nieco węższa – ozdobiona zegarowymi okulusami i ustawionymi w narożach wazonami. Wieżę wieńczy kopuła z wiatrowskazem.
Przy całym bogactwie rozczłonkowania budowla ratusza uderza zwartością i pewnego rodzaju płaskością.

## Inne
Zdjęcie ratusza pomiewszczone jest na okładce książki Marka A. Koprowskiego „Podolskie klejnoty”